# Raymond Dispy
 (décembre 2018).
Raymond Dispy, né le 31 décembre 1903 dans le quartier de Notre Dame au Rouge, à Bruxelles et mort à la fin du XXe siècle, est un homme politique belge, membre du Parti communiste de Belgique. 
Il poursuit ses études à l’École normale qu'il ne peut achever par manque de moyens économiques. Il s’initie au monde de la politique notamment par son entrée au Parti communiste en 1929 pour lequel il exerce diverses responsabilités importantes, entre au Conseil communal de Bruxelles, et se fait élire député à la chambre des représentants. Il entre également au gouvernement en tant que ministre sans portefeuille. Militant actif, employé comptable régulièrement mis à la porte par ses patrons à cause de son attitude contestataire, il est en outre, formé à l'école léniniste internationale de Moscou. 

## Biographie

### De l'enfance jusqu'à son entrée au parti communiste
Raymond Dispy, surnommé Raymond Lambert, nait le 31 décembre 1903 dans le quartier de Notre Dame au Rouge  et meurt le 19 décembre 1980 à Saint-Antonin-du-Var, en France. Il grandit dans les Marolles et intègre l'École normale qui le pousse notamment à s'éloigner de la religion, bien qu’issu d’une mère de confession catholique. 
Malgré sa qualité de brillant élève, il est forcé d’abandonner ses études d’instituteur pour des raisons financières[réf. nécessaire]. Il se forme donc à la comptabilité et après son service militaire, occupe plusieurs emplois dont il sera régulièrement licencié pour participation à des grèves. Bien que né d’un père libéral, il adhère en 1927 à la Jeunesse communiste dont il administre notamment le journal. Il entre ensuite dans le Parti communiste de Belgique en 1929, à la suite du départ des trotskystes et à son affaiblissement, où il se fait remarquer pour ses dons d’orateur populaire qu’il met en pratique dans les rues. « Artisans, boutiquiers, chômeurs et déclassés qui foisonnent dans ces parages ont fait une réelle popularité à ce dirigeant communiste de chez eux et comme eux ». 

### Vie privée
Raymond Dispy eut une première compagne, Régine Vitrier (Rywka Zaindenfeld), militante communiste déportée en 1942. Il se marie plus tard, en 1947 à Rosine Delaite, infirmière communiste, membre active du Parti et des Partisans armés et de qui il eut un enfant en 1948,. 
En 1973, bien que toujours membre du Parti, il se retire du monde politique après avoir été à la tête du Front de l’indépendance à la fin de son mandat et s’installe à Saint-Antonin-du-Var, en France, où il finit ses jours,.

### Vie civile et politique

#### Des années 30 à la fin de la seconde guerre mondiale
En 1930, sans emploi, il est envoyé à Moscou où il suit une formation syndicale de 3 mois à l’école léniniste internationale avant de travailler deux mois à l’internationale syndicale rouge, le Profintern. De retour à Bruxelles, il est membre du comité fédéral, secrétaire à l’organisation et se concentre sur les questions syndicales au sein de l'Opposition syndicale révolutionnaire. Durant cette période, il se met également à la recherche d'un nouvel emploi et devient manœuvre sur un chantier du chemin de fer. En 1936, il intègre le cadre permanent, en tant que secrétaire de la Fédération bruxelloise. Il représente en 1937, le parti communiste belge auprès des Brigades internationales. En 1938, il exerce sa fonction dans la direction fédérale et devient simultanément conseiller communal de Bruxelles, poste qu’il occupe plusieurs fois entre 1938 et 1958 et puis entre 1964 et 1970. À l’aube de la seconde guerre mondiale, il occupera momentanément une place au sein de la direction clandestine de la Fédération liégeoise à la suite de quoi il récupère ses deux précédentes fonctions, jusqu’à la suppression du Conseil communal en 1941. Il se retrouve clandestin le 22 juin 1941, et est chargé de diverses responsabilités : il installe notamment la fédération à Huy. Après les rafles de juillet 1943, il devient secrétaire national d’organisation et remet sur pied la structure du parti. Il est désigné ministre sans portefeuille au sein du gouvernement de 1944 et est élu député à plusieurs reprises entre 1946 et 1950 à la Chambre des représentants. 
Il suit un chemin représentatif du Parti communiste de Belgique ayant connu certains grands événements, notamment la crise de novembre de 1944 durant laquelle le gouvernement Pierlot et les Alliés ont œuvré au désarmement de la résistance belge. Affilié au Front de l'Indépendance, il est à ce moment ministre sans portefeuille. Ses compagnons d’armes et lui ont refusé l’ordre du gouvernement de rendre les armes, sous prétexte que les résistants ne pouvaient pas tous être enrôlés dans l’armée régulière au vu des conditions de passage trop sévères. Ainsi tous les résistants obligés de retourner à la vie civile se voyaient bien souvent dans l’impossibilité de retrouver un travail et se trouvaient dès lors dans des situations très précaires avec peu, voire pas de perspectives d’avenir. 

#### Passage à la Chambre des représentants
Après un passage au gouvernement en tant que ministre sans portefeuille, il réussit à se faire élire comme député à la Chambre des représentants en 1946, pour la législature numéro 33. Il y reste jusqu’en 1950 et la trente-quatrième législatures après avoir été une seconde fois élu.

##### Différentes propositions de loi et autres amendements
Il fait une première proposition de loi le 3 avril 1946, proposant la création de la « Société des Transports en Commun de la région bruxelloise » à la suite de l’expiration de la concession accordée aux « Tramways bruxellois » le 31 décembre 1945. La proposition de loi a pour but d’intégrer l'État, les provinces, les communes, le personnel ainsi que les usagers. En effet la Société Anonymes « les Tramways Bruxellois » avait à sa tête un conseil d’administration qui ne se souciait que peu de ses employés et s’octroyait la part du lion parmi les bénéfices accumulés. Dispy propose la création d'un comité de gestion composé de personnes travaillant à tous les niveaux de cette future société, afin de permettre à la collectivité de décider de son évolution. 
Le 26 mars 1947, il rend un rapport favorable au projet de loi ayant pour but d’instituer la journée du 1er mai comme jour férié légal. La commission, dont il était le rapporteur, avait adopté le projet à l’unanimité et sans discussion.
Il fait une deuxième proposition de loi le 21 mai 1947, interprétant la loi du 12 mai 1947 suspendant temporairement certaines exécutions en matière de baux à loyer. Sa proposition a pour but de renforcer la protection accordée aux locataires pouvant être expulsés.
Le 17 juillet 1947, il fait une troisième proposition de loi « modifiant la loi du 27 mai 1947, étendant aux invalides de guerre, anciens combattants, membres de la résistance, prisonniers politiques, veuves et orphelins de guerre, déportés, réfractaires au travail et autres victimes de guerre 1940-1945, l’application de la loi du 3 août 1919 et 21 juillet 1924 qui assure aux Belges mobilisés la réintégration dans leurs fonctions et accorde des droits de priorité pour l’accession aux emplois publics ». La modification du texte a pour but de faciliter la tâche de toutes les catégories de personnes précitées et ajoute une nouvelle catégorie qui est celle des « Belges non mobilisés, devenus invalides par suite de faits de guerre ». Il fera à nouveau la même proposition de loi le 9 février 1950.
Il propose par la suite deux amendement, respectivement le 7 et le 11 janvier 1949. Le premier relatif à l’électorat d'une femme d’origine étrangère devenue belge par mariage. Le seconde relatif à la proposition de loi « prorogeant de six mois la loi du 6 juillet 1948 relative à une majoration de salaire en contrepartie de certaines allocations compensatoires ».

#### Le conseiller communal
Il devient conseiller communal de la commune de Bruxelles de 1938 à 1958 avec une interruption due à la seconde guerre mondiale qui le force à plonger dans la clandestinité. À la suite de l'élection communale de 1964, il récupère son poste au conseil communal et ce jusqu'en 1970, trois années avant de se retirer définitivement de la vie politique.

#### Décorations
Il a obtenu 6 décorations tout au long de sa vie. 
- En 1966, le gouvernement soviétique lui décerne l'Ordre de la Guerre patriotique pour sa participation à la résistance armée contre les occupants allemands en Belgique pendant la Seconde Guerre mondiale[11].
- Il a été décoré grand officier de l'ordre de Léopold, reçu la médaille commémorative. Il est aussi Officier de la légion d’honneur, décoration française et reçu la médaille de la résistance ainsi que la croix de guerre[12].